# Resistencia, Chaco
Resistencia är provinshuvudstad i den argentinska provinsen Chaco. 

## Geografi och klimat

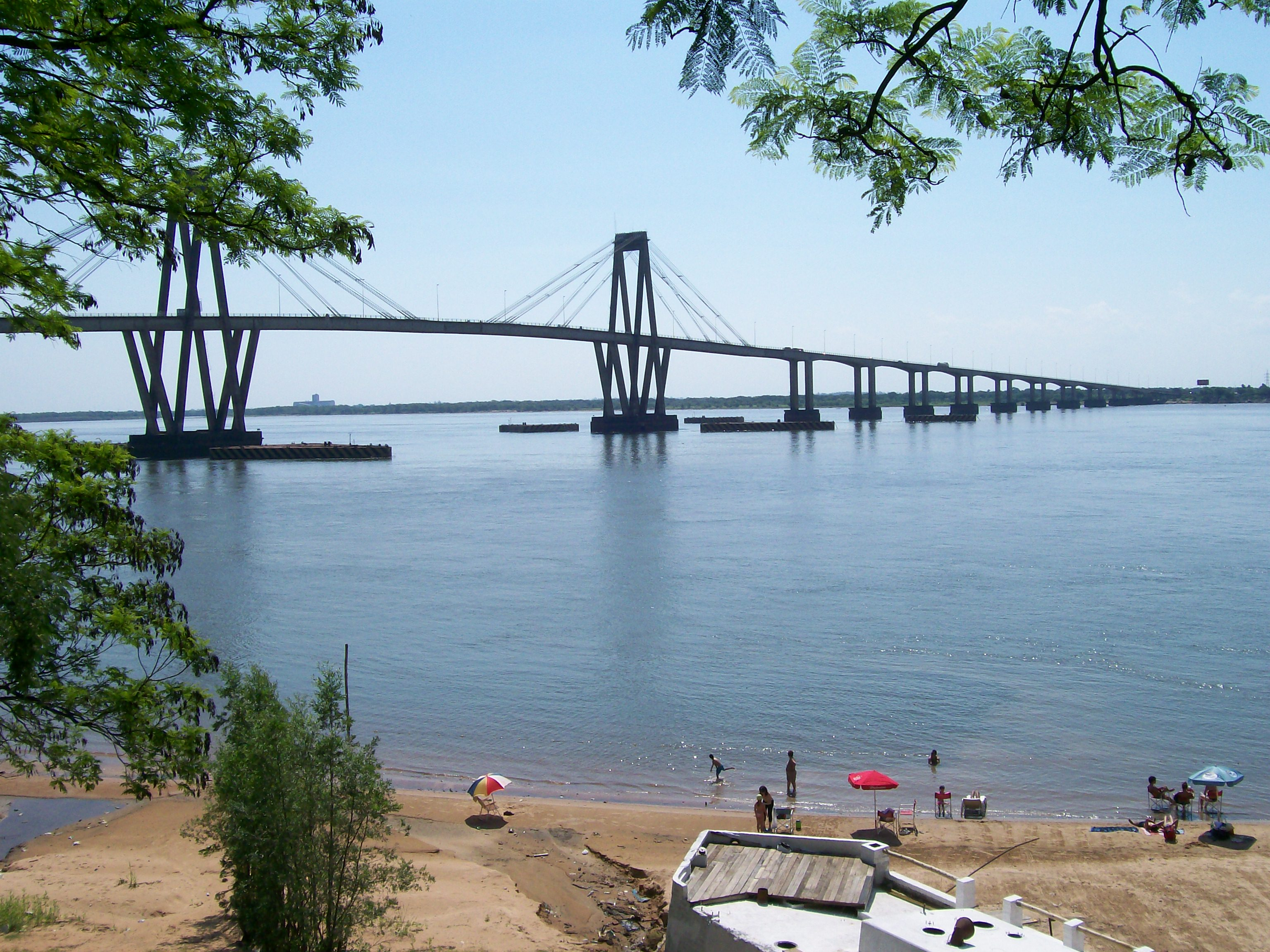
Generel Belgrano-bron

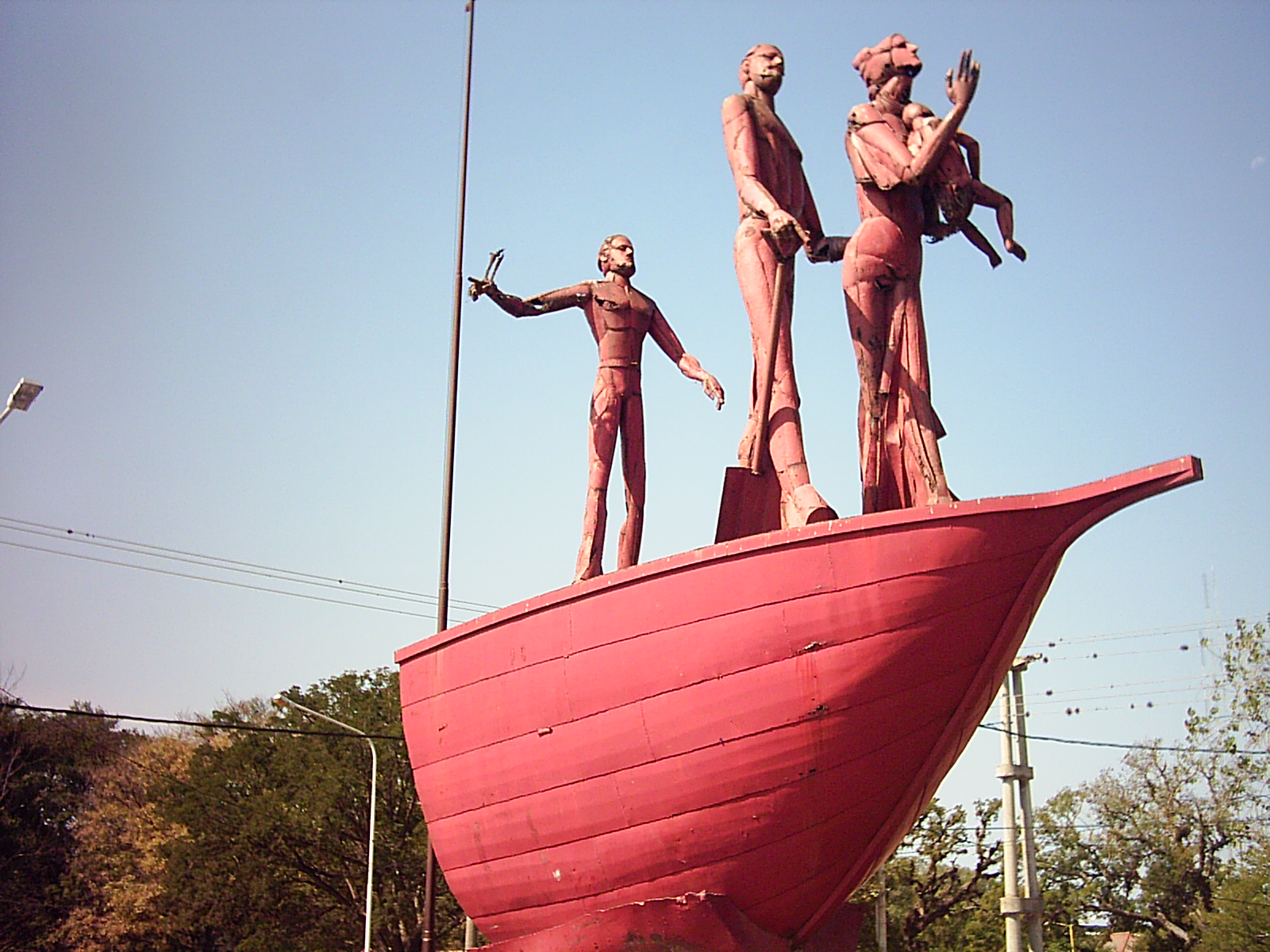
Träskulptur som visar de första italienska emigranterna som ankommer till staden

Resistencia ligger i provinsen Chacos sydvästra hörn, när gränsen till Paraguay. I sydöst gränsar staden till provinsen Corrientes vars huvudstad bara ligger några kilometer från Resistencia. Städerna skiljs åt av Paranáfloden men sedan 1970-talet förbinds de av Generel Belgrano-bron.
Staden har ett subtropiskt klimat, utan torra perioder och det faller omkring 1200 mm regn varje år. Somrarna är varma och fuktiga, medan staden har milda vintrar. Vintertid kan temperaturen sjunka under fryspunkten, men någon snö har aldrig fallit i staden.
Kombinationen av det regniga klimatet och stadens låga läge gör översvämningar till ett återkommande problem, och mindre översvämningar förekommer regelbundet vid kraftigt regn. De allvarligaste översvämningarna inträffar dock när Paranáflodens vatten stiger kraftigt, något som hänt ungefär vart tjugonde år. Allvarliga översvämningar inträffade 1962, 1982 och 1997. Speciellt den 1982 var mycket allvarlig, när vattnet steg över de skydd som finns och översvämmande staden.

## Historia
Den första europeiska bosättningen på platsen fick namnet  San Fernando del Río Negro och skapades av Jesuitiska missionärer på 1600-talet. Missionsstationen övergavs senare. Efter trippelallianskriget mot Paraguay återuppstod platsen som en viktig militär utpost.

## Konst
Vartannat år arrangerar staden en skulpturfestival för skulptörer som arbetar i trä. På senare år har även inkluderats sten och is-skulpturer. I staden finns mer än 300 offentliga konstverk, bland annat av italienskättade skulptören Erminio Blotta.

## Näringsliv
Resistencia är ett kommersiellt centrum för gränsregionerna nordväst om staden. Tillverkningsindustrin omfattar livsmedel, textil, metal, och trä och läderprodukter.

## Kommunikationer
Staden har en flygplats med regelbundna förbindelser med bland annat Buenos Aires.

## Bilder

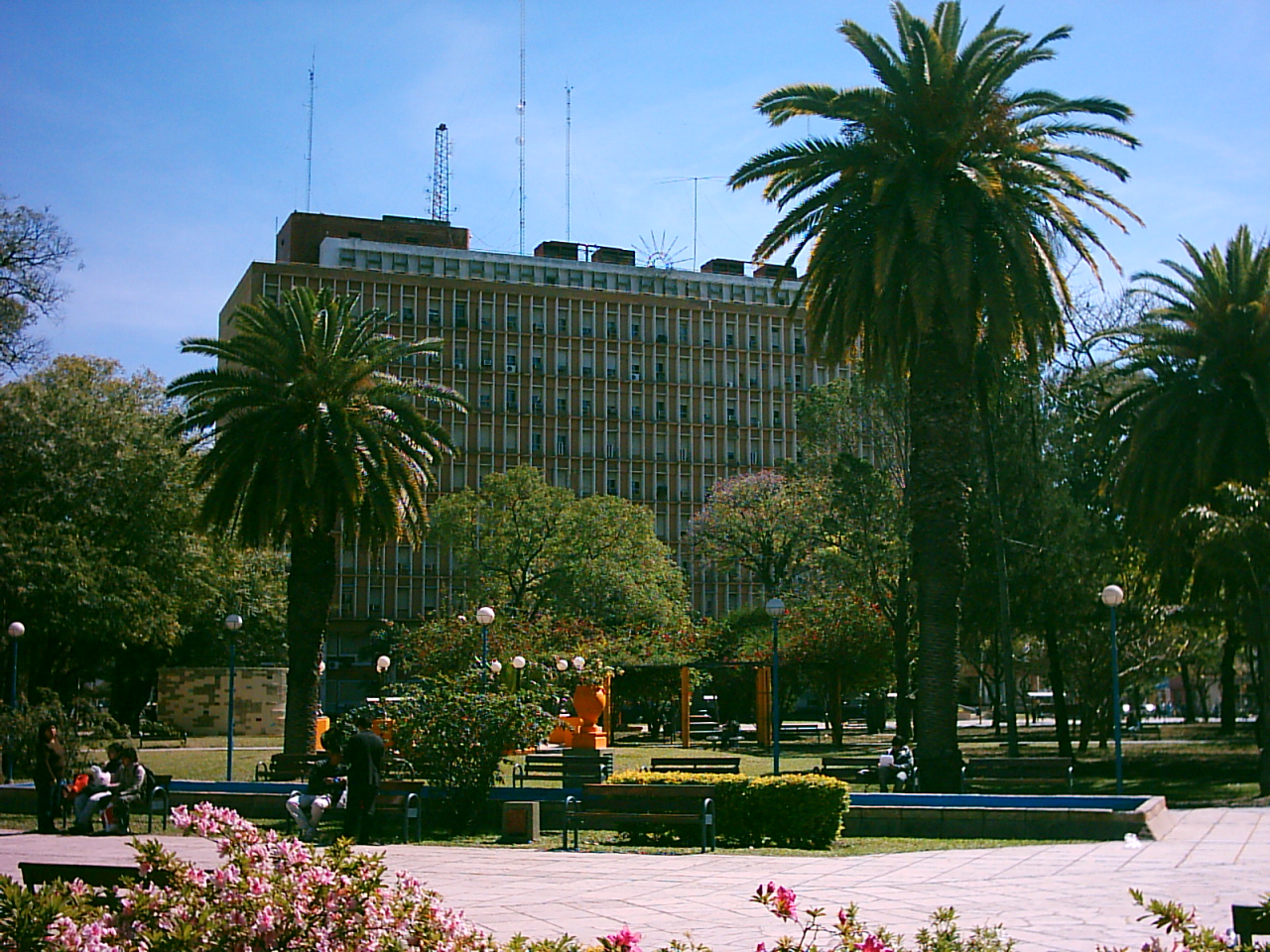
Provinsens huvudkontor
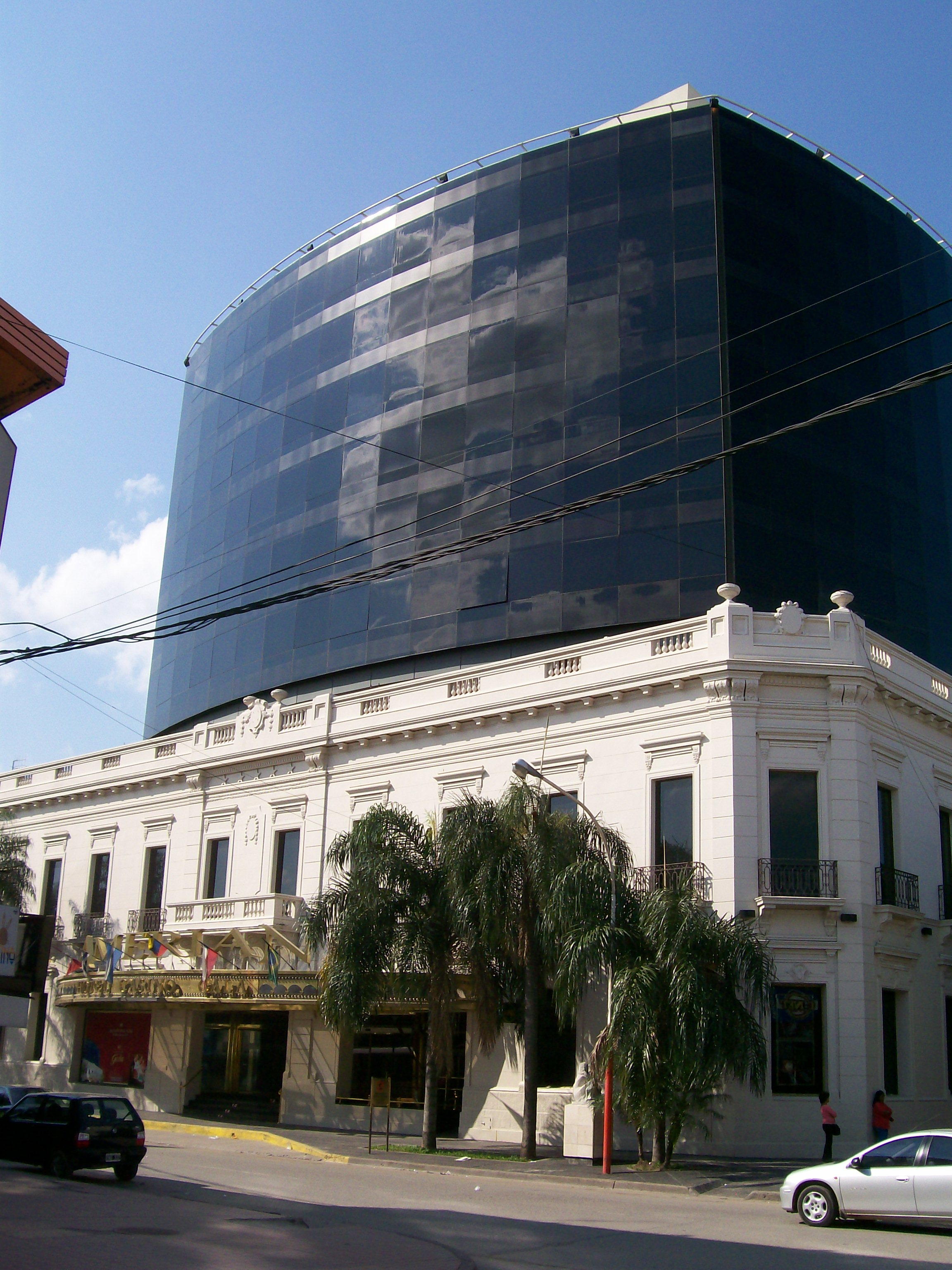
Hotel och kasino.
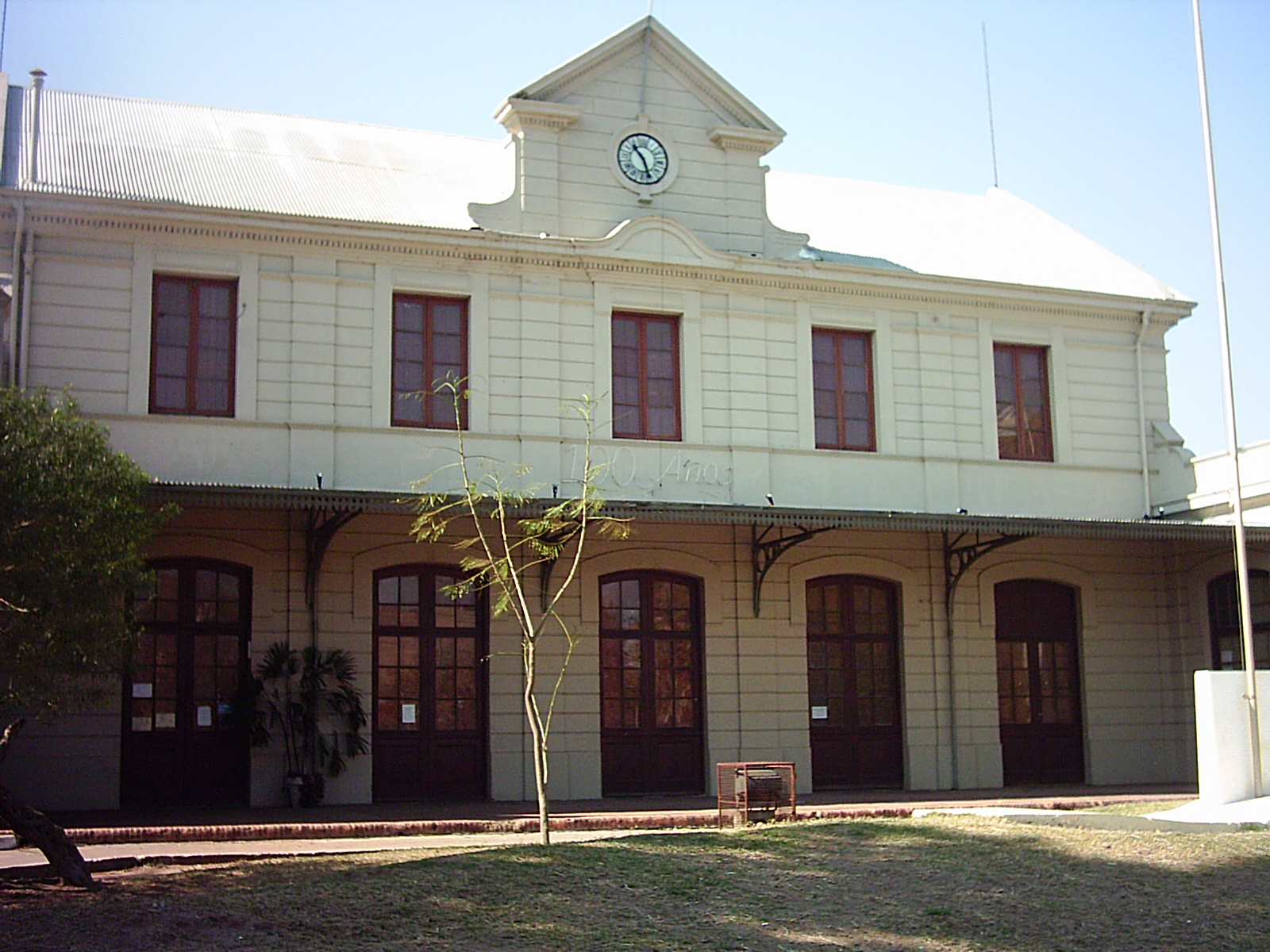
Naturvetenskapliga museet